# Love Me Like You Used To
Love Me Like You Used To è un album in studio della cantante di musica country statunitense Tanya Tucker, pubblicato nel 1987.

## Tracce
1. If It Don't Come Easy (Dave Gibson, Craig Karp) – 3:28
2. Love Me Like You Used To (Paul Davis, Bobby Emmons) – 3:50
3. I Won't Take Less Than Your Love (Paul Overstreet, Don Schlitz) – 3:40 (featuring Paul Davis & Paul Overstreet)
4. I Wonder What He's Doing Tonight (John Jarrard, Gary Nicholson) – 3:17
5. I'll Tennessee You in My Dreams (Overstreet, Schlitz) – 3:35
6. Alien (Bobby Braddock) – 3:25
7. Temporarily Blue (Tommy Rocco, John Schweers, Charlie Black) – 2:40
8. If I Didn't Love You (Deborah Allen, Rafe Van Hoy) – 3:16
9. Heartbreaker (Joe L. Wilson) – 4:10
10. Hope You Find What You're Loving For (Dean Dillon, Hank Cochran) – 3:36